# Pediculosis pubis
Pediculosis pubis (ook wel phthiriasis pubis) is een seksueel overdraagbare huidaandoening die wordt veroorzaakt door de schaamluis (Pthirus pubis), een parasitair insect, die zich kan ophouden in het schaamhaar van de mens. Deze soort luis kan zich ook ophouden op andere plaatsen met beharing zoals de wimpers en borsthaar. Infecties leiden meestal tot jeuk en schrijnende pijn in de schaamstreek. Behandeling met insecticiden zoals permethrin, pyrethrine of piperonylbutoxide is buitengewoon effectief. Ongeveer 2% van de wereldbevolking is met deze aandoening besmet.

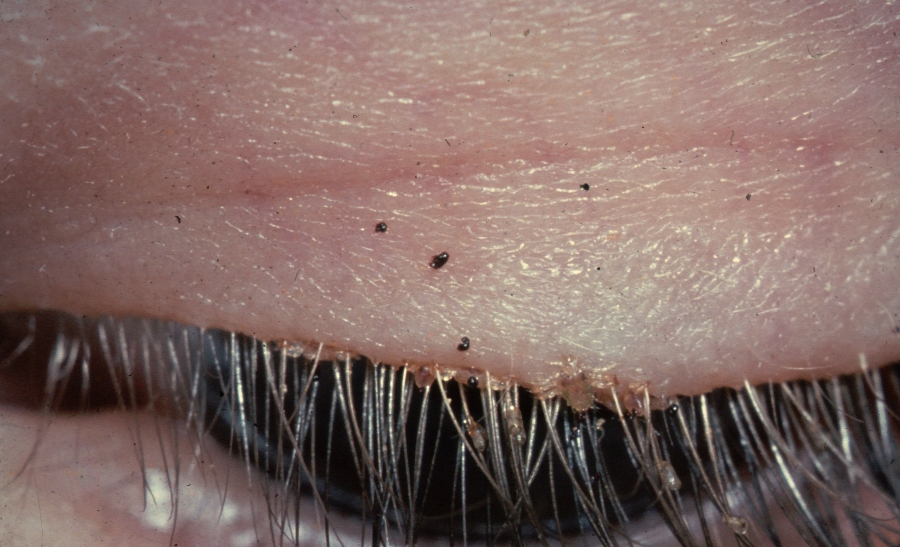
Schaamluis op wimpers